# Hydaticus fractifer
Hydaticus fractifer är en skalbaggsart som beskrevs av Walker 1858. Hydaticus fractifer ingår i släktet Hydaticus och familjen dykare. Inga underarter finns listade i Catalogue of Life.